# Erotica
| Erotica |
| --- |
| Fernande (1910–1917) av Jean Agélou. - Betydelse – konst, litteratur m.fl. kulturella uttryck erotiskt tema - Exempel – erotisk konst, erotisk litteratur, pornografi - Bakgrund – paleolitikum, mesolitikum, antikens Grekland |

Erotica (efter latin; från grekiskans erōtikós, 'kärleks-') är termen för konst, litteratur och andra kulturella uttrycksformer med erotiskt tema. Det används ofta som en paraplyterm och inkluderar då både sexuella skildringar med konstnärliga ambitioner (exempel: erotisk litteratur och erotisk konst) och mer stereotypa och kommersiella skildringar (exempel: pornografisk litteratur). Ibland exkluderas utpräglad pornografi från begreppet, men åtskillnaden är kontroversiell och gränsdragningen ofta subjektiv.

## Definition
Gränsen för erotica och skillnaden mellan den och pornografi är otydlig och omstridd. Erotica är en paraplyterm för olika erotiskt laddade uttryck. I regel görs skillnad mellan pornografi och erotisk konst, där den förra i första hand riktar in sig på den erotiska upphetsningen, medan den senare kanske främst har andra kvalitéer. Gränsen mellan de båda är dock ofta subjektiv. Visningar av pornografiska verk regleras hårdare, medan andra typer av erotica kan förekomma på statliga museer och inom den etablerade konstvärlden.
I praktiken kan det vara tidsbundet och beroende av sammanhang huruvida ett verk ses som erotica/erotisk konst eller pornografi. Skillnaderna kan ibland vara mycket små och leder till debatt. Antikviteter och äldre föremål anses ofta per definition ha ett kulturellt och konstnärligt värde, och insikten att även forntidens människor ofta beskrev sexuella handlingar och situationer har lett till censuråtgärder, bland annat kring de utgrävda Pompeji och Herculaneum.

### Funktion
Erotica har ofta en konstnärlig komponent, med dess tydligaste drag är att den har ett sexuellt tema. I fallet med pornografi är det den sexuella upphetsningen som är materialets kanske mest eftersökta potential – bland annat som verktyg i samband med onani. Medan sexleksaker bidrar med fysisk stimulering av erogena zoner bearbetar pornografin och mycket annan erotica tankarna och de sexuella fantasier som utgår från hjärnan. Bildmässig pornografi är ett vanligt hjälpmedel för upphetsning i samband med inte minst mäns onani, och detta faktum har gjort att pornografiska tidningar är vanliga hjälpmedel på kliniker för spermadonation och provrörsbefruktning.
Psykologiskt sett leder erotica till ökad upphetsning genom att främja fantiserande och sexuellt dagdrömmeri. På samma sätt som det är svårt att kittla sig själv, fungerar egen fysisk sexuell stimulans mindre effektivt än om någon annan utför stimulansen. När någon eller något annat stimulerar oss, har vi inte kontroll över hur stimulansen görs, vilket leder till en ökad sensorisk uppmärksamhet hos organismen för att vara beredd på eventuellt hot eller någon annan oväntad handling.
Den minskat upplevda stimulansen genom egen fysisk beröring kan kompenseras genom aktivt dagdrömmeri (som är mindre viljestyrt än andra tankar), alternativt stimulera sinnena genom pornografi eller annan erotica. Pornografin anses ofta mest effektiv av dessa tillägg, genom att den är konkret tillverkad för den sexuella upphetsningens skull och inte koncentrerar sig på andra budskap. Både visuell pornografi och upphetsande litteratur bidrar till att stimulera de områden i hjärnan som hanterar visuell information, eftersom båda skapar mentala inre bilder.
Det är till och med så att visuell stimulans kan skapa samma sinnesreaktion och hjärnstimulans i den posteriora insulan som om vi hade blivit smekta i verkligheten. Vid onani kan egensmekningen därför upplevas mer intensiv just i samband med konsumtion av erotiskt upphetsande (visuellt) material. Upphetsningseffekten minskar dock vid återkommande användande av samma material, och denna Coolidge-effekt anses bidra till pornografikonsumenters behov av flitigt uppsökande av nytt och oprövat stimulansmaterial.

## Historia
Erotiska skildringar i bild tillverkades Mesopotamien på det tidiga 1000-talet f.Kr., bland annat på små terrakottaplaketter som återfunnits i tempel, gravar och bostäder. De är 1500 år äldre än motsvarande skildringar i det indiska Kama Sutra och härrör från en 300-årsperiod då dessa små lertavlor – med en mängd olika sorters motiv – var på modet i det tidiga Babylonien.
Under antikens Grekland blev pornografiskt och erotiskt material i form av bilder allt vanligare, och det har bedömts att det var ungefär under denna tid som pornografi uppfanns. Grekerna avbildade ofta dessa sexuella ritningar på diverse vardagliga objekt, exempelvis på vaser. Dessa vaser sägs vara dekorerade med pornografiska motiv, men kan även tolkas som verk med konstnärliga motiv. Därför skulle antikens Greklands vaser kunna vara några av världens äldsta erotica-verk.
I Kina härrör den äldsta erotiska konsten från Handynastin, det vill säga 200 f.Kr.–220 e.Kr. Senare har Hokusai och andra shunga-konstnärer arbetat med erotiska motiv, och i modern tid är ecchi och hentai erotiska populärkulturgenrer med internationell spridning.

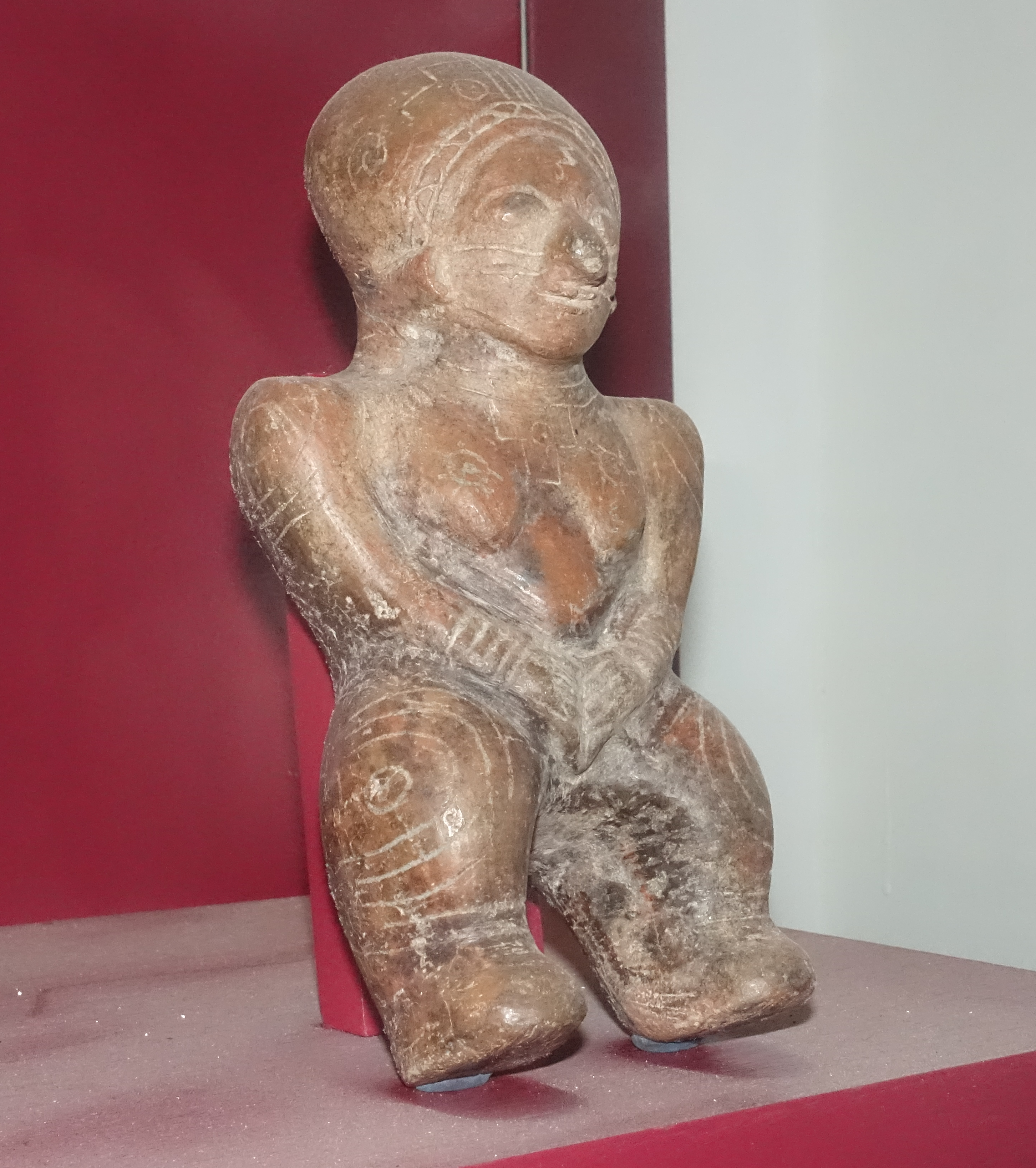
Prekolumbiansk konst – statyett av onanerande kvinna – på museum i Ecuador.

Bland erkända konstnärer som arbetat med erotiska motiv finns Correggio, Manet och Schiele. Surrealistiska konstnärer och författare som Balthus, Bataille och Buñuel använde sig ofta av det erotiska för dess möjlighet till chockverkan.

### Perspektiv och kommentarer
Inom konsten representerar nakenheten även andra saker än det rent erotiska. Det kan syfta på livet som sådant och avbildas i kombination med symboler för döden, som i det klassiska motivet Der Tod und das Mädchen eller Karl Backmans verk för The Museum of Porn in Art. Fotografen Robert Mapplethorpe försökte i sina bilder av exponerade kön avdramatisera nakenheten.
Sarah Lucas har i sin konst har efterliknat mänskliga könsdelar som en feministisk kommentar till den mansdominerade konstvärlden. Niki de Saint Phalle är en annan kvinnlig konstnär där erotiken fått stort spelrum. Sedan 1970-talet har den manliga blicken och dess kulturhistoriska dominans kommit att ifrågasättas, med den kvinnliga pinuppan kontra den manliga makten i konstvärlden som delar av samma kultur.

## Samlingar
Erotica finns även på allmänna konstmuseer, men sällan kategoriserad just som erotica. Exempel på bildkonstnärer som återkommande arbetat med erotiska eller avklädda motiv är Rubens, Ingres (Det turkiska badet), Courbet (Världens ursprung) och Manet (Frukosten i det gröna och Olympia). Nakenheten i åtminstone äldre har kunnat moraliskt motiveras genom att de skildrat mytologiska händelser. Under 1800-talet föddes realismen inom konsten, och orientalismen ledde till att en mängd asiatiska uttryck för erotik spreds till Västerlandet.
En av världens största samlingar av erotica finns på Kinsey Institute i Bloomington i amerikanska Indiana. Uppgifterna om att Vatikanen byggt upp en stor samling med beslagtagen är en väl spridd myt, men Vatikanen arbetade länge på sin Index librorum prohibitorum. Den kanske största samlingen av erotica i norra Europa finns hos en privatperson i Stockholm.